# Yukitoshi Itō
Yukitoshi Itō (japanisch 伊東 幸敏, Itō Yukitoshi; * 3. September 1993 in Fuji, Präfektur Shizuoka) ist ein japanischer Fußballspieler.

## Karriere
Yukitoshi Itō erlernte das Fußballspielen in der Schulmannschaft der Shizuoka Gakuen School in Shizuoka. Seinen ersten Vertrag unterschrieb er 2012 bei den Kashima Antlers. Der Verein aus Kashima spielte in der höchsten Liga des Landes, der J1 League.  Von 2014 bis 2015 spielte er 13-mal in der J.League U-22 Auswahl. Diese Mannschaft, die in der dritten Liga, der J3 League, spielte, setzte sich aus den besten Nachwuchsspielern der höherklassigen Vereine zusammen. Das Team wurde mit Blick auf die Olympischen Sommerspiele 2016 in Rio de Janeiro gegründet. Die Auswahl der Spieler erfolgte auf wöchentlicher Basis aus einem Pool, für den jeder Verein förderungswürdige Talente benennen konnte; die Zusammensetzung der Mannschaft variierte daher sehr stark von Spiel zu Spiel. 2016 wurde er mit dem Club japanischer Meister. Die AFC Champions League gewann er 2018. Mit den Antlers gewann er gegen Persepolis Teheran. Nach 78 Erstligaspielen wechselte er im Januar 2021 zum Zweitligisten JEF United Ichihara Chiba. 2021 absolvierte er für den Verein aus Ichihara sechs Zweitligaspiele. Im Januar 2022 unterschrieb er in Ōita einen Vertrag beim Erstligaabsteiger Ōita Trinita.

## Erfolge
Kashima Antlers
- AFC Champions League: 2018
- J1 League: 2016
- Kaiserpokal: 2016
- J. League Cup: 2012
- Copa Suruga Bank: 2012, 2013